# 荒井直樹
荒井 直樹（あらい なおき、1964年8月16日 - ）は、神奈川県出身の元アマチュア野球選手、高校野球指導者。

## 経歴・人物
綾瀬市立綾北中学校、日本大学藤沢高等学校を経て、いすゞ自動車で社会人野球選手としてプレー。　　　　　　　
高校時代は投手として活動。3年夏の全国高等学校野球選手権神奈川大会では2試合連続ノーヒットノーランを達成する。
しかしながら、続く準々決勝の横浜商業高戦では自身が登板しないまま敗れ、甲子園出場は叶わなかった。1学年下の山本昌とは一緒に練習したり食事をする仲であり、交友関係は高校卒業後も続く。
高校卒業後は、社会人野球の名門いすゞ自動車に入社。しかし、入社4年で投手から 外野手にコンバートさせられ、その後 三塁手への転向を命じられた。実践機会は増えたものの、打撃面に課題が残り、常にクビ寸前のギリギリの状態が続いた。そんな時に転機となったのが、臨時コーチとしてやってきた 二宮忠士との出会いだった。二宮は打撃に伸び悩んでいた荒井に対し助言をかけ、その後の打撃向上に大きな影響を与えた。以降、荒井は13年間社会人野球でプレーし、都市対抗野球大会にも7度の出場を果たす。
現役引退後はコーチを経て自身の母校でもある日本大学藤沢高等学校で3年間監督を務め、その後1999年から前橋育英高等学校のコーチを経て2002年から同校の監督を務める。
2011年に同校を第83回選抜高等学校野球大会出場に導き、同校初となる甲子園への出場を果たす。
そしてその2年後の第95回全国高等学校野球選手権大会において、初出場ながらも髙橋光成らを擁して県勢2度目となる全国制覇を達成。当時主将を務めた荒井海斗は自身の息子である。
以前は打ち勝つチームを目指していたが、2011年の選抜に敗れた以後は「守り勝つ野球」へプレースタイルをシフトし、2013年の夏の選手権でもそのプレースタイルで優勝を果たした。
2016年には 春季関東地区高等学校野球大会優勝、2021年夏には史上初となる全国高等学校野球選手権群馬大会5連覇を達成するなど、安定した成績を残している。

## 甲子園での成績
- 2011年春　●1ー7九州国際大付
- 2013年夏　○1ー0岩国商、○1ー0樟南、○7ー1横浜、○3xー2常総学院、○4ー1日大山形、○4ー3延岡学園（優勝）
- 2016年夏　●3ー10嘉手納
- 2017年春　○1ー5中村、●0ー4報徳学園
- 2017年夏　○12ー5山梨学院、○3ー1明徳義塾、●4ー10花咲徳栄
- 2018年夏　○2ー0近大附、●3ー4x近江
- 2019年夏　●5ー7国学院久我山
- 2021年夏  ●0ー1京都国際